# 歷屆試題
歷屆試題（英語：Past paper，台灣稱作考古題、大陸稱考試真題、新加坡稱十年考題）是一項考試或測驗的過往各次試卷，有些更附模擬答案及評分標準等。因歷屆試題沿襲考試範圍與出題模式、作題環境，可作為考生應試前的複習材料。
試題多會結集成書，由主考當局或其授權的出版社出版，有国际标准书号。歷届考卷有些有著作權，但是也有明示放弃著作權的情况，如中國大陸和台灣等的試題。互聯網普及之後，不少公開考試的歷屆試題已經可在圖書館網站或主辦考試的機構網站供公眾下載或閱覽。

## 香港
現時香港中學會考、香港高級程度會考和香港中學文憑考試的歷屆試題由香港考試及評核局編製和發售。
就香港中學會考、香港高級程度會考和香港中學文憑考試而言，考評局曾經對于絕大部分科目或卷别，以5年合訂本的形式出版；但自2003年起，考評局將《考試報告及試題專輯》改為單年本出售，以方便考生選擇購買時所需的年份試題。而內容方面除試題外，亦包括考試範圍、「評卷參考」（2005年起）或「作答要求」（2003及2004年）、「考生表現報告」、「統計資料」如各卷平均得分及「標準差」等，以供考生作更詳細的參考。
| 試題名稱                 | 售價(HK$) |
| 會考試題合集             | 約20-50   |
| 每年會考試題             | 約20-40   |
| 高考試題合集             | 41        |
| 每年高考試題             | 43        |
| 每年香港中學文憑考試試題 | 約41-87   |

出版社、補習社引用考評局的歷屆試題時都需要向當局繳付版權費用。

## 日本語能力試驗
日本語能力試驗的主考當局授權世界各地的出版社，出版歷届試題。自從2009年考試改革之後，當局原本宣布不再公開歷届試題，如同TOEFL、IELTS等其他語言水平考試一樣，但最后仍公布試題。

## 相關
- 應試教育
- 托福
- SAT推理測試
- GCE 通用教育證書
- 日本語能力試驗
- 香港中學會考
- 香港高級程度會考
- 香港中學文憑考試
- 香港補習文化